# Lunca (gmina w okręgu Teleorman)
Lunca – gmina w Rumunii, w okręgu Teleorman. Obejmuje miejscowości Lunca i Prundu. W 2011 roku liczyła 3350 mieszkańców. 